# Vlag van Noordscheschut

Vlag van Noordscheschut

De vlag van Noordscheschut is de dorpsvlag van het Nederlandse dorp Noordscheschut, in de Drentse gemeente Hoogeveen. De vlag werd in juni 1999 in gebruik genomen. De vlag bestaat uit acht puntige vlakken in blauw en wit die samenkomen in het midden. Ze zijn onderling van elkaar gescheiden door gele lijnen. In het midden van de vlag is een gele cirkel afgebeeld met daarin een ophaalbrug welke belangrijk is voor het dorpsleven. Noordscheschut betekent zoiets als noordelijke sluis in de Hoogeveensche vaart. Deze vaart is als water terug te zien onder de ophaalbrug. De sluis is in de zwarte lijn boven dit water verbeeldt.
De vlag was een initiatief van de Plaatselijk Belang Noordscheschut; ontworpen in 1998 door Johnny Jonker; aangenomen in juni 1999.
Anloo
· Annen
· Annerveenschekanaal
· Dalen
· De Groeve
· Een
· Eext
· Eexterveen
· Eexterveenschekanaal
· Elim
· Gasselternijveen
· Gasteren
· Gieten
· Gieterveen
· Grolloo
· Hollandscheveld
· Nieuw-Weerdinge
· Noordscheschut
· Schoonoord
· Tiendeveen
· Uffelte
· Wapse
· Witteveen
· Yde-De Punt
· Zorgvlied